# Chamestan
Chamestān (farsi چمستان) è una città dello shahrestān di Nur, circoscrizione di Chamestan, nella provincia del Mazandaran in Iran. Aveva, nel 2006, una popolazione di 9.481 abitanti. Si trova a sud-est di Nur, sulla strada che conduce ad Amol. 